# Helena Ciążela
Helena Ciążela – polska filozof, doktor habilitowany nauk humanistycznych.

## Życiorys
W 1979 r. ukończyła studia filozoficzne na Uniwersytecie Marii Curie-Skłodowskiej w Lublinie - Międzyuczelnianym Instytucie Filozofii i Socjologii, w 1987 r. obroniła pracę doktorską, w 2008 r. habilitowała się. Została pracownikiem naukowym na Akademii Pedagogiki Specjalnej im. Marii Grzegorzewskiej.
Była sekretarzem i członkiem zarządu Towarzystwa Naukowego Prakseologii.